# The Joy of Painting
The Joy of Painting (litt. « La joie de peindre ») est une émission américaine animée par le peintre Bob Ross, elle est diffusée par PBS de 1983 à 1994,.
Dans ses épisodes de moins d'une demi-heure, Bob Ross enseigne des techniques pour peindre différents paysages à la peinture à l'huile.
Il s'est largement inspiré de l'émission américaine The Magic of Oil Painting (en) animée par son mentor, Bill Alexander.

## Principe
Chaque épisode est généralement animé par Bob Ross, commençant debout face à une toile vierge blanche ou noire. Dans certains épisodes, figurent des invités tels que Dana Jester, une amie de longue date, son fils Steve, son ancien enseignant John Thamm et beaucoup d'autres.
Dans ses épisodes, Bob Ross peint des paysages souvent imaginaires, utilisant la technique du premier coup, c'est-à-dire qu'il continue de peindre avant que la couche déjà existante ne sèche.
Combinant cette méthode avec l'utilisation d'un pinceau principalement de cinq centimètres, et d'autres tailles, puis un couteau à peindre, cela lui permet ainsi de peindre des arbres, de l'eau, des nuages et des montagnes en seulement quelques secondes,.
En même temps qu'il peint, il enseigne aux téléspectateurs ses techniques et commente certains détails, il raconte parfois brièvement des anecdotes sur sa vie, incluant sa famille, sa carrière militaire, son temps passé en Alaska, ou bien son affection pour les petits animaux.
Occasionnellement, l'émission diffuse des vidéos de Bob Ross avec des animaux tel qu'un cerf, un écureuil, un raton laveur et d'autres petits animaux,.
Le tournage se compose essentiellement de deux caméras : un plan américain sur Bob Ross et la toile, puis un gros plan sur la toile ou la palette.